# آئوکی تومیو
آئوکی تومیو (انگلیسی: Tomio Aoki؛ ۷ اکتبر ۱۹۲۳ – ۲۴ ژانویهٔ ۲۰۰۴) بازیگر اهل ژاپن بود. وی بین سال‌های ۱۹۲۹ تا ۲۰۰۴ میلادی فعالیت می‌کرد.
از فیلم‌ها یا برنامه‌های تلویزیونی که وی در آن نقش داشته است، می‌توان به بانو چه چیز را فراموش کرد؟، مسافرخانه‌ای در توکیو، انگیزه‌های قتل و تک‌پسر اشاره کرد.